# Sakesphorus cristatus
A Sakesphorus canadensis a madarak osztályának verébalakúak (Passeriformes) rendjébe és a hangyászmadárfélék (Thamnophilidae) családjába tartozó faj.

## Rendszerezése
A fajt Maximilian zu Wied-Neuwied német herceg, felfedező és természettudós írta le 1831-ben, a Thamnophilus nembe Thamnophilus cristatus néven.

## Előfordulása
Brazília keleti részén honos. A természetes élőhelye a szubtrópusi vagy trópusi síkvidéki esőerdők és lombhullató erdők. Állandó, nem vonuló faj.

## Megjelenése
Testhossza 14 centiméter, testtömege 20–28 gramm. A hímnek fekete, a tojónak barna toll bóbitája van.
|  |  |

## Életmódja
Rovarokkal és más ízeltlábúkkal táplálkozik.

## Természetvédelmi helyzete
Az elterjedési területe nagy, egyedszáma viszont csökken. A Természetvédelmi Világszövetség Vörös listáján nem fenyegetett fajként szerepel.

## Külső hivatkozások
- Képek az interneten a fajról
- Xeno-canto.org - a faj hangja és elterjedési területe